# Galeodes bogojavlenskii
Galeodes bogojavlenskii är en spindeldjursart som beskrevs av J. Birula 1906. Galeodes bogojavlenskii ingår i släktet Galeodes och familjen Galeodidae. Inga underarter finns listade i Catalogue of Life.